# Мортила (Катанцаро)
Мортила је насеље у Италији у округу Катанцаро, региону Калабрија.
Према процени из 2011. у насељу је живело 940 становника. Насеље се налази на надморској висини од 16 м.